# Вестник археологии, антропологии и этнографии
«Ве́стник археоло́гии, антрополо́гии и этногра́фии» (общепринятое сокращение — ВААЭ) — российский научный журнал. Публикует статьи по археологии, антропологии, этнографии, палеоэкологии Тюменского региона, Западной Сибири и Урала. Главный редактор — д.и.н. А. Н. Багашёв

## Редакционная коллегия
В состав редколлегии входят: д.и.н. М. Г. Агапов, к.и.н. О. М. Аношко, Ph.D. Й. Валь (Германия), к.и.н. А. Д. Дегтярева, д.и.н. В. А. Зах, к.и.н. О. Ю. Зимина (зам. главного редактора), к.и.н. В. П. Клюева, Ph.D. А. Крийска (Эстония), Ph.D. Э. Крубези (Франция), к.и.н. С. В. Кузьминых, к.и.н. Н. А. Лискевич (отв. секретарь), Ph.D. К. Печенкина (США); Ph.D. Р. Пинхаси (Ирландия), к.г.-м.н. Н. Е. Рябогина, д.и.н. А. А. Ткачев.